# アメリカ合衆国内務長官
アメリカ合衆国内務長官（アメリカがっしゅうこくないむちょうかん、United States Secretary of the Interior）は、アメリカ合衆国内務省の長である。
アメリカ合衆国内務省を他国でいう内務省 (Ministries of the Interior) の概念と混同してはならない。「Ministries of the Interior」は、アメリカ合衆国の内閣における国土安全保障省に相当する。
内務省は土地管理局・アメリカ地質調査所・国立公園局といった機関を監督する。また内務長官は国立公園基金幹部会に仕え、また民間人を幹部会委員に任命する。内務長官はアメリカ合衆国大統領の内閣の構成員である。一般的にアメリカ西部出身者が内務長官に就任する。直近の内務長官16名のうちミシシッピ川以西の諸州出身ではない者はわずかに1名である。内務長官の大統領継承順位は第8位である。
バラク・オバマ大統領に仕えたサリー・ジュエル内務長官はイギリス出身でアメリカ国籍へ帰化しているが大統領の要件である出生によるアメリカ国籍ではないため、大統領に就任する資格がないので大統領継承順位には含まれなかった。
日本における総務大臣に相当する。

## 歴代内務長官
| 代 | 肖像 | 氏名                                 | 居住州           | 就任日         | 退任日         | 大統領                                             |
| -- | ---- | ------------------------------------ | ---------------- | -------------- | -------------- | -------------------------------------------------- |
| 1  |      | トマス・ユーイング                   | オハイオ州       | 1849年3月8日   | 1850年7月22日  | ザカリー・テイラー ミラード・フィルモア            |
| 2  |      | トマス・M・T・マッケナン             | ペンシルベニア州 | 1850年8月15日  | 1850年8月26日  | ミラード・フィルモア                               |
| 3  |      | アレグザンダー・H・H・ステュアート   | バージニア州     | 1850年9月14日  | 1853年3月7日   | ミラード・フィルモア                               |
| 4  |      | ロバート・マクレランド               | ミシガン州       | 1853年3月8日   | 1857年3月9日   | フランクリン・ピアース                             |
| 5  |      | ジェイコブ・トンプソン               | ミシシッピ州     | 1857年3月10日  | 1861年1月8日   | ジェームズ・ブキャナン                             |
| 6  |      | ケイレブ・B・スミス                  | インディアナ州   | 1861年3月5日   | 1862年12月31日 | エイブラハム・リンカーン                           |
| 7  |      | ジョン・P・アッシャー                | インディアナ州   | 1863年1月1日   | 1865年5月15日  | エイブラハム・リンカーン アンドルー・ジョンスン    |
| 8  |      | ジェイムズ・ハーラン                 | アイオワ州       | 1865年5月16日  | 1866年8月31日  | アンドルー・ジョンスン                             |
| 9  |      | オーヴィル・H・ブラウニング          | イリノイ州       | 1866年9月1日   | 1869年3月4日   | アンドルー・ジョンスン                             |
| 10 |      | ジェイコブ・D・コックス              | オハイオ州       | 1869年3月5日   | 1870年10月31日 | ユリシーズ・グラント                               |
| 11 |      | コロンバス・デラノ                   | オハイオ州       | 1870年11月1日  | 1875年9月30日  | ユリシーズ・グラント                               |
| 12 |      | ザカライア・チャンドラー             | ミシガン州       | 1875年10月19日 | 1877年3月11日  | ユリシーズ・グラント                               |
| 13 |      | カール・シュルツ                     | ミズーリ州       | 1877年3月12日  | 1881年3月7日   | ラザフォード・ヘイズ                               |
| 14 |      | サミュエル・J・カークウッド          | アイオワ州       | 1881年3月8日   | 1882年4月17日  | ジェームズ・ガーフィールド チェスター・アーサー    |
| 15 |      | ヘンリー・M・テラー                  | コロラド州       | 1882年4月18日  | 1885年3月3日   | チェスター・アーサー                               |
| 16 |      | ルーシャス・Q・C・ラマー             | ミシシッピ州     | 1885年3月6日   | 1888年1月10日  | グローヴァー・クリーヴランド                       |
| 17 |      | ウィリアム・F・ヴァイラス            | ウィスコンシン州 | 1888年1月16日  | 1889年3月6日   | グローヴァー・クリーヴランド                       |
| 18 |      | ジョン・W・ノーブル                  | ミズーリ州       | 1889年3月7日   | 1893年3月6日   | ベンジャミン・ハリスン                             |
| 19 |      | M・ホーク・スミス                    | ジョージア州     | 1889年3月7日   | 1893年3月6日   | グローヴァー・クリーヴランド                       |
| 20 |      | デーヴィッド・R・フランシス          | ミズーリ州       | 1896年9月3日   | 1897年3月5日   | グローヴァー・クリーヴランド                       |
| 21 |      | コーネリアス・N・ブリス              | ニューヨーク州   | 1897年3月6日   | 1899年2月19日  | ウィリアム・マッキンリー                           |
| 22 |      | イーサン・A・ヒッチコック            | ミズーリ州       | 1899年2月20日  | 1907年3月4日   | ウィリアム・マッキンリー セオドア・ローズヴェルト  |
| 23 |      | ジェームズ・R・ガーフィールド        | オハイオ州       | 1907年3月5日   | 1909年3月5日   | セオドア・ローズヴェルト ウィリアム・タフト        |
| 24 |      | リチャード・A・バリンジャー          | ワシントン州     | 1909年3月6日   | 1911年3月12日  | ウィリアム・タフト                                 |
| 25 |      | ウォルター・L・フィッシャー          | イリノイ州       | 1911年3月13日  | 1913年3月5日   | ウィリアム・タフト                                 |
| 26 |      | フランクリン・K・レーン              | カリフォルニア州 | 1913年3月6日   | 1920年2月29日  | ウッドロウ・ウィルソン                             |
| 27 |      | ジョン・B・ペイン                    | イリノイ州       | 1920年3月15日  | 1921年3月4日   | ウッドロウ・ウィルソン                             |
| 28 |      | アルバート・B・フォール              | ニューメキシコ州 | 1921年3月5日   | 1923年3月4日   | ウォレン・ハーディング                             |
| 29 |      | ヒューバート・ワーク                 | コロラド州       | 1923年3月5日   | 1928年7月24日  | ウォレン・ハーディング カルヴァン・クーリッジ      |
| 30 |      | ロイ・オーウェン・ウェスト           | イリノイ州       | 1928年7月25日  | 1929年3月4日   | カルヴァン・クーリッジ                             |
| 31 |      | レイ・L・ウィルバー                  | カリフォルニア州 | 1929年3月5日   | 1933年3月4日   | ハーバート・フーヴァー                             |
| 32 |      | ハロルド・L・イケス                  | イリノイ州       | 1933年3月4日   | 1946年2月15日  | フランクリン・ローズヴェルト ハリー・S・トルーマン |
| 33 |      | ジュリアス・A・クルーグ              | ウィスコンシン州 | 1946年3月18日  | 1949年12月1日  | ハリー・S・トルーマン                              |
| 34 |      | オスカー・L・チャップマン            | コロラド州       | 1949年12月1日  | 1953年1月20日  | ハリー・S・トルーマン                              |
| 35 |      | ダグラス・マッケイ                   | オレゴン州       | 1953年1月21日  | 1956年4月15日  | ドワイト・アイゼンハワー                           |
| 36 |      | フレッド・A・シートン                | ネブラスカ州     | 1956年6月8日   | 1961年1月20日  | ドワイト・アイゼンハワー                           |
| 37 |      | ステュアート・L・ユードル            | アリゾナ州       | 1961年1月21日  | 1969年1月20日  | ジョン・F・ケネディ リンドン・ジョンソン           |
| 38 |      | ウォルター・J・ヒッケル              | アラスカ州       | 1969年1月24日  | 1970年11月25日 | リチャード・ニクソン                               |
| 39 |      | ロジャーズ・C・B・モートン           | メリーランド州   | 1971年1月29日  | 1975年4月30日  | リチャード・ニクソン ジェラルド・フォード          |
| 40 |      | スタンリー・K・ハサウェイ            | ワイオミング州   | 1975年6月12日  | 1975年10月9日  | ジェラルド・フォード                               |
| 41 |      | トマス・S・クレッペ                  | ノースダコタ州   | 1975年10月17日 | 1977年1月20日  | ジェラルド・フォード                               |
| 42 |      | セシル・D・アンドラス                | アイダホ州       | 1977年1月23日  | 1981年1月20日  | ジミー・カーター                                   |
| 43 |      | ジェームズ・G・ワット                | コロラド州       | 1981年1月23日  | 1983年11月8日  | ロナルド・レーガン                                 |
| 44 |      | ウィリアム・P・クラーク              | カリフォルニア州 | 1983年11月18日 | 1985年2月7日   | ロナルド・レーガン                                 |
| 45 |      | ドナルド・ポール・ホーデル           | オレゴン州       | 1985年2月8日   | 1989年1月20日  | ロナルド・レーガン                                 |
| 46 |      | マニュエル・ルーハン                 | ニューメキシコ州 | 1989年2月3日   | 1993年1月20日  | ジョージ・H・W・ブッシュ                           |
| 47 |      | ブルース・バビット                   | アリゾナ州       | 1993年1月22日  | 2001年1月2日   | ビル・クリントン                                   |
| 48 |      | ゲール・A・ノートン                  | コロラド州       | 2001年1月31日  | 2006年3月31日  | ジョージ・W・ブッシュ                              |
| 49 |      | ダーク・ケンプソーン                 | アイダホ州       | 2006年5月26日  | 2009年1月20日  | ジョージ・W・ブッシュ                              |
| 50 |      | ケン・サラザール                     | コロラド州       | 2009年1月20日  | 2013年4月12日  | バラク・オバマ                                     |
| 51 |      | サリー・ジュエル                     | ワシントン州     | 2013年4月12日  | 2017年1月20日  | バラク・オバマ                                     |
| -  |      | ケビン・ハウグルド（代理）           |                  | 2017年1月20日  | 2017年3月1日   | ドナルド・トランプ                                 |
| 52 |      | ライアン・ジンキ                     | モンタナ州       | 2017年3月1日   | 2019年1月2日   | ドナルド・トランプ                                 |
| 53 |      | デイヴィッド・バーンハート           | コロラド州       | 2019年1月2日   | 2021年1月20日  | ドナルド・トランプ                                 |
| -  |      | スコット・デ・ラ・ヴェガ（代理）     |                  | 2021年1月20日  | 2021年3月16日  | ジョー・バイデン                                   |
| 54 |      | デブ・ハーランド                     | ニューメキシコ州 | 2021年3月16日  | 2025年1月20日  | ジョー・バイデン                                   |
| -  |      | ウォルター・クルックシャンク（代理） |                  | 2025年1月20日  | 2025年2月1日   | ドナルド・トランプ                                 |
| 55 |      | ダグ・バーガム                       | ノースダコタ州   | 2025年2月1日   | 現職           | ドナルド・トランプ                                 |